# Gadougou
Gadougou fou un antic regne de la vall de l'alt Senegal, prop de Bafoulabé, a l'est del territori dels khassonkes.
Els francesos el van dominar el 1880 en la segona expedició de Gallieni. En aquell moment governava el país el rei Bassé, que era rei du Gadougou, Fassougou i Dansoa. El hivern de 1884-1885 fou saquejat per les forces de Samori Turé en la que fou la darrera amenaça pel domini colonial francès a la zona. El 1887 es va crear el cercle de Bafoulabé, el primer cercle colonial.